# Convention concernant les oiseaux migrateurs

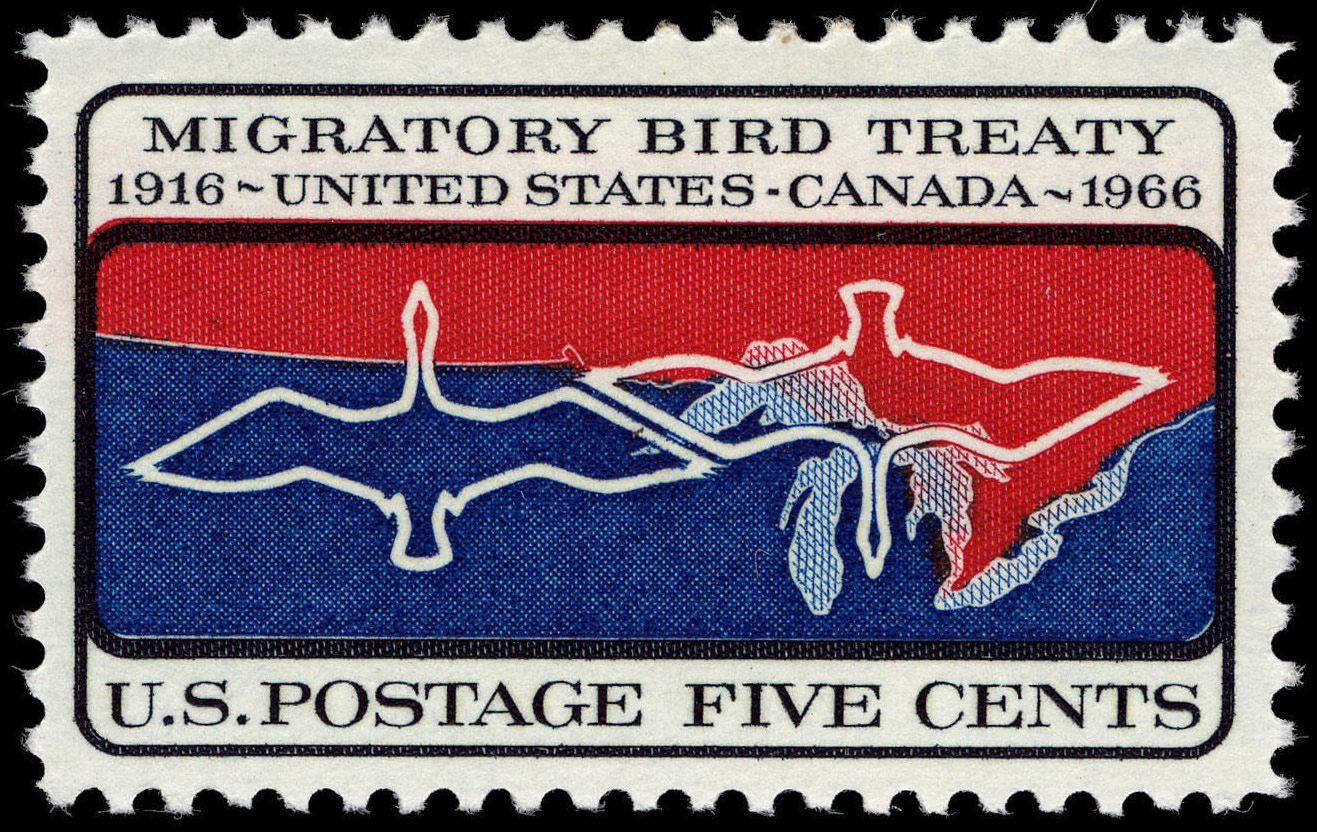
Le timbre américain sur le traité des oiseaux migrateurs (Relations entre le Canada et les États-Unis)

La Convention concernant la protection des oiseaux migrateurs au Canada et aux États-Unis est une convention signée en 1916 entre les États-Unis et le Royaume-Uni, de qui dépendait alors la politique étrangère canadienne. Son objectif déclaré était de : « sauver du massacre général les oiseaux migrateurs qui sont utiles à l’homme ou inoffensifs, et d’assurer la conservation de ces oiseaux ». Elle prévoit en particulier de limiter la chasse et de protéger les œufs. Elle a été modifiée par le protocole entre le gouvernement du Canada et le gouvernement des États-Unis d'Amérique visant à modifier la convention de 1916 entre le Royaume-Uni et les États-Unis d'Amérique pour la protection et la sauvegarde des oiseaux migrateurs au Canada et aux États-Unis 
Des conventions identiques ont été conclues entre les États-Unis et le Mexique en 1936, le Japon en 1972 et l'URSS en 1976. 

## Application au Canada
C'est le Service canadien de la faune du ministère de l'Environnement qui avec la collaboration avec les gouvernements des provinces et des territoires applique cette loi au Canada. La première "Loi sur la convention concernant les oiseaux migrateurs" (L.C.O.M.) date de 1917. 
L'application de la Loi et des règlements est sous la responsabilité du Service canadien de la faune, de la Gendarmerie royale du Canada ainsi que des autorités provinciales et territoriales chargées de l'exécution de la Loi.

## Application aux États-Unis
Une loi fédérale, le Migratory Bird Treaty Act of 1918 (M.B.T.A.) a été voté en 1918 pour mettre en application le traité, puis révisée par la suite.  C'est le United States Fish and Wildlife Service qui gère l'application de la loi.

## Liste partielle des espèces couvertes
Voici un échantillon commun des quelque 800 espèces d'oiseaux couverts par la Convention:
- Pygargue à tête blanche, Haliaeetus leucocephalus
- Mésange, Parus atricapillus
- Vautour noir, Coragyps atratus
- Cardinal, Cardinalis cardinalis
- Jaseur des cèdres, Bombycilla cedrorum
- Hirondelle de rivage, Hirundo pyrrhonota
- Hibou, Tyto alba
- Hirondelle des granges, Hirundo rustica
- Aigle commun, Chordeiles minor
- Pic mineur, Picoides pubescens
- Moqueur chat, Dumetella carolinensis
- Colombe, Zenaida macroura
- Moqueur poyglotte, Mimus polyglottos
- Aiglon, Buteo jamaicensis
- Oiseau noir à ailes rouges, Agelaius phoeniceus
- Bruant des marais, Melospiza georgiana
- Vautour dindon, Cathartes aura
- Corneille, Corvus brachyrhynchos
- Corbeau, Corvus corax
- Colibri à gorge rubis, Archilochus colubris
- Oie du Canada, Branta canadensis
- Épervier du Mississippi, Ictinia mississippiensis

## Oiseaux à chasser
Les conventions entre les États-Unis, le Canada et le Mexique définissent les "oiseaux à chasser" comme faisant partie des familles suivantes :
- Anatidae (oies et canards)
- Rallidae (gallinules)
- Gruidae (grues)
- Charadriidae (pluviers)
- Haematopodidae (huîtriers)
- Recurvirostridae (avocettes)
- Scolopacidae (phalaropes)
- Columbidae (pigeons).

### Source
- « Le Règlement et la Loi sur la convention concernant les oiseaux migrateurs », Environnement Canada
- « Convention pour la protection des oiseaux migrateurs au Canada et aux États-Unis »
- (en) « Birds Protected by the Migratory Bird Treaty Act », sur U.S. Fish and Wildlife Service